# Archives of Asian Art
Les Archives of Asian Art est une revue scientifique annuelle américaine, couvrant les arts de l'extrême-orient. Chaque numéro contient des articles par des historiens d'art et une sélection d'œuvres remarquables des arts asiatiques acquises par des musées nord-américains au cours de l'année précédente.
Fondée en 1945 sous le titre Archives of the Chinese Art Society of America, la revue porte son titre actuel depuis le volume 20 en 1966. Les Archives of Asian Art sont la propriété de l'Asia Society qui a changé d'éditeur en 2007, quittant Brepols pour les presses de l'université d'Hawaï.
Les volumes 1–55 (1945–2005) sont disponibles sur JSTOR; les volumes récents le sont sur projet MUSE (en).

## Référence
- (en) Cet article est partiellement ou en totalité issu de l’article de Wikipédia en anglais intitulé « Archives of Asian Art » (voir la liste des auteurs).